# Otto Zuckerkandl
Otto Zuckerkandl (ur. 28 grudnia 1861 w Raab, zm. 1 lipca 1921 w Wiedniu) – austriacki lekarz chirurg i urolog. Młodszy brat Emila Zuckerkandla. Od 1896 roku profesor na Uniwersytecie Wiedeńskim.
Studiował na Uniwersytecie Wiedeńskim uzyskując doktorat w 1884, habilitował się w 1892 roku. Specjalizował się w chorobach cewki moczowej, pęcherza moczowego i prostaty. W 1919 założył "Wiedeńskie Towarzystwo Urologiczne" i został jego pierwszym prezesem. Austriackie Towarzystwo Urologiczne do dziś przyznaje "Nagrodę Zuckerkandla" za szczególne osiągnięcia w tej dziedzinie.Żona Ottona Zuckerkandla, Amalie, została sportretowana przez Gustava Klimta, który był przyjacielem rodziny Zuckerkandlów. Amalie i córka Nora zginęły w obozie koncentracyjnym w Bełżcu w 1942 roku.